# Уван
Уван (яп. うわん) — в японском фольклоре — бестелесный голос, который населяет старые, заброшенные храмы и дома. Согласно древним легендам из префектуры Аомори, когда человек входит в одно из подобных зданий, этот бестелесный ёкай кричит пронзительным голосом слово «уван!», причём звук слышен только людям внутри здания — те, кто находится снаружи — не слышат ничего. Так как уван не имеет физического или астрального тела и состоит только из звука, он не представляет никакой опасности.

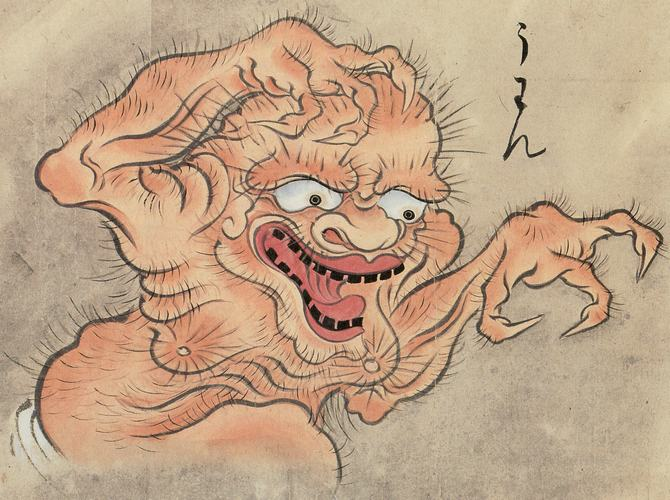
Уван (иллюстрация Саваки Сууси из Хяккай-Дзукана, 1737 г.)

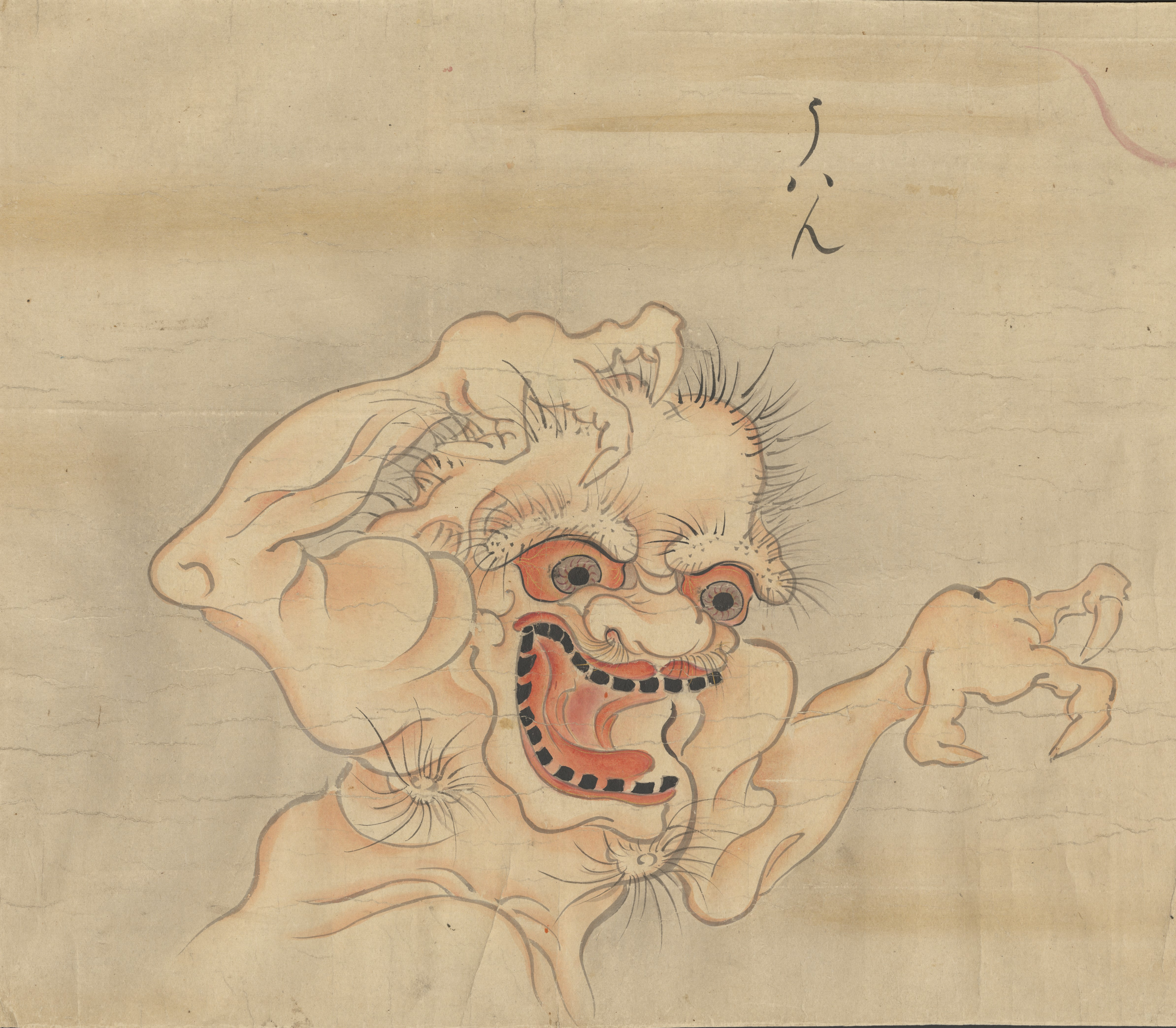
Уван (う ハ ん) из Бакемоно-но-э (化 物 之 繪, ок. 1700), Коллекция японских книг и рукописей Гарри Ф. Брунинга, Специальные коллекции Л. Тома Перри, Библиотека Гарольда Б. Ли, Университет Бригама Янга

Старинные японские легенды приводят несколько примеров встреч с такими ёкаями как уван, которые состоят только лишь из звука, света или других природных явлений. В период Эдо, однако, художники наделяют этих духов физическими телами, как например Саваки Сууси, создавший рисунок с изображением увана.